# Gymnocanthus
Gymnocanthus — рід скорпеноподібних риб родини Бабцеві (Cottidae). Представники роду поширені в узбережних водах океанів північної півкулі.

## Класифікація
Рід містить 7 видів:
- Gymnocanthus detrisus C. H. Gilbert & Burke, 1912
- Gymnocanthus galeatus T. H. Bean, 1881
- Gymnocanthus herzensteini D. S. Jordan & Starks, 1904
- Gymnocanthus intermedius (Temminck & Schlegel, 1843)
- Gymnocanthus pistilliger (Pallas, 1814)
- Gymnocanthus tricuspis (J. C. H. Reinhardt, 1830)
- Gymnocanthus vandesandei Poll, 1949